# Bernard Lechner

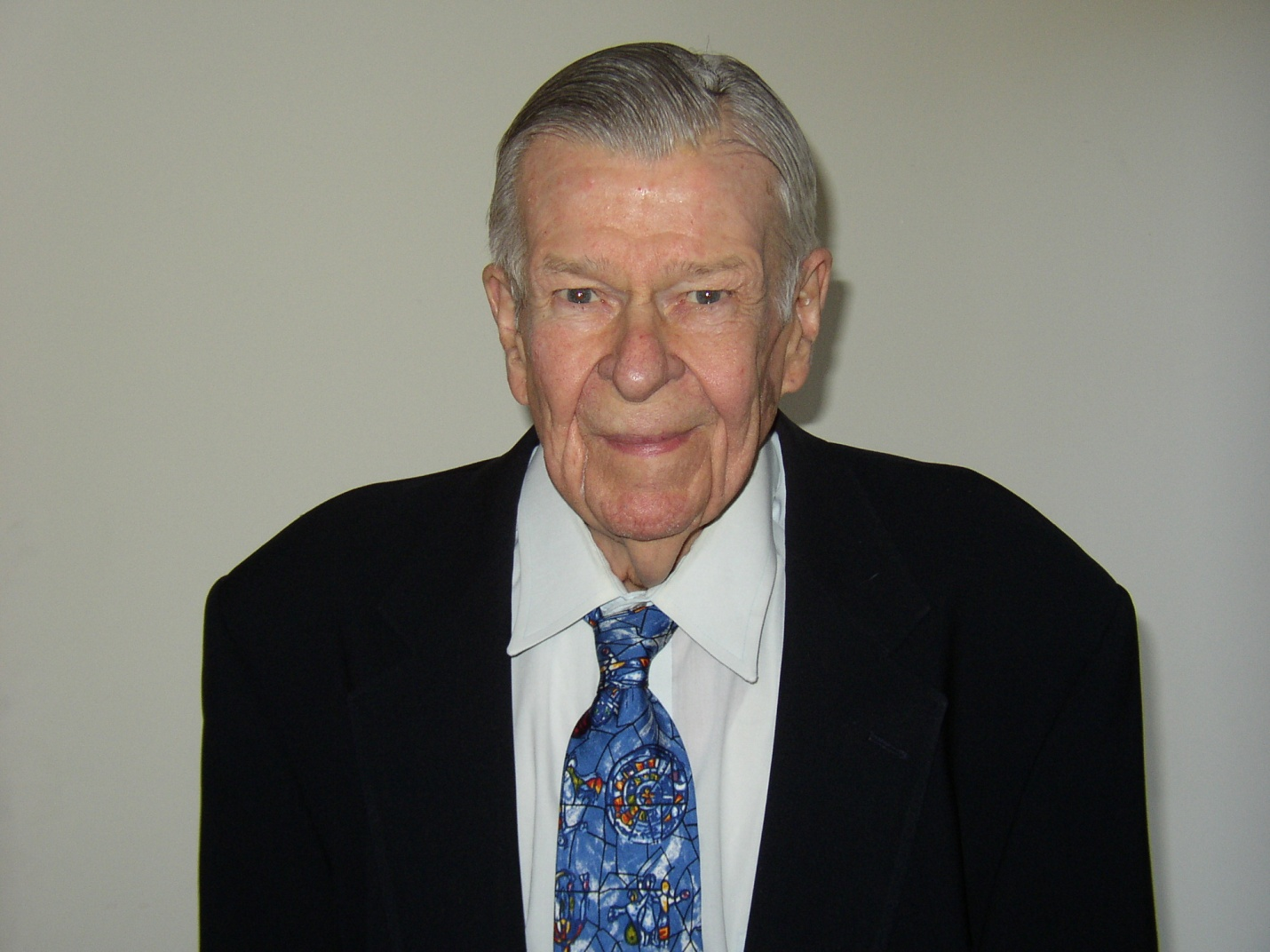
Bernard J. Lechner (2011)

Bernard J. Lechner (* 1932 in New York City, USA; † 11. April 2014) war ein US-amerikanischer Elektroingenieur und Erfinder.

## Leben
Lechner wuchs in New Rochelle im Bundesstaat New York als Sohn von Barnard J. Lechner als eines von fünf Kindern auf.
In Rochelle besuchte er die Mittelschule (engl. High School). Schon zu jener Zeit war er interessiert an Radio und Fernsehen und bastelte entsprechende Geräte zusammen. Dazu gab es kommerzielle Geräte zum Selbstbau.
Danach leistete er während zweier Jahre Dienst im U.S. Army Signal Corps, sowohl in USA als auch in Karlsruhe, Deutschland.
Anschließend folgte das Studium als Elektroingenieur an der Columbia University in New York City, welches er 1957 als Bachelor (BSEE) abschloss.
Nachdem er schon bei RCA tätig gewesen war, machte er Zusatzstudien an der Princeton University und an der Harvard Business School.

## Schaffen
1957 trat er eine Stelle bei den RCA Laboratorien in Princeton, New Jersey an, der damals führenden Institution in den USA zur Weiterentwicklung von Radio und Fernsehen.
Unter der Leitung von George H. Heilmeier arbeitete in diesen Laboratorien in der zweiten Hälfte der 1960er-Jahre ein Team an der erstmaligen Entwicklung von Flüssigkristallanzeigen (LCDs). Lechner, interessiert an einer potentiellen Anwendung von LCDs für das Fernsehen, studierte deshalb Matrixanordnungen derartiger Anzeigen mit einer beschränkten Zahl von Bildelementen (Pixels) und stellte fest, dass bei derartigen Passiv-Matrix-Displays enge Grenzen bezüglich nutzbarer Anzahl Bildelemente und deren Umschaltgeschwindigkeit bestanden. Seine Erfindung bestand in der Ansteuerung jedes LCD-Bildpunktes und einer dazu parallelgeschalteten elektrischen Speicherkapazität durch einen Feldeffekttransistor. Damit konnte der Ladezustand und dadurch der Kontrast eines Bildpunktes geeignet kontrolliert und gespeichert werden. An einer Pressekonferenz am Firmensitz von RCA in New York wurde dieses Konzept im Jahr 1968 mit einer Matrix bestehend aus 36 Bildpunkten, aufgebaut mit diskreten Bauelementen, als potentiell fernsehtauglich vorgeführt. Eine entsprechende Publikation folgte im Jahr 1969. Obschon damals noch nicht so genannt, erfand damit Lechner das Konzept von Aktiv-Matrix-Displays (heute bei Flachbildschirmen abgekürzt AMLCDs oder AMOLEDs genannt).
Nachdem RCA die LCD-Aktivitäten zuerst reduziert und 1976 ganz eingestellt hatte, widmete sich Lechner Verbesserungen und der Normenweiterentwicklung in der US-Fernsehtechnik. So war er Mitglied der US-Delegation bei der Standardisierungsfestlegung von HDTV durch die Organisation CCIR, Genf, in den Jahren 1989–1990.
In den USA wurde er bekannt durch den Lechner-Abstand. Das Auge hat eine typische maximale Unterscheidungsfähigkeit (Auflösung) ausdrückbar als Winkelmaß, welche Lechner in Beziehung setzte zur Distanz des Betrachters zum Fernsehbildschirm und der Höhe des Bildes. So konnte er für die in US-Haushalten typische Distanz von neun Fuß (ca. 3 m) zwischen Betrachter und Bildschirm und der damals vertikalen Auflösung von Fernsehbildern nach US-Norm NTSC von 525 Zeilen die optimale Höhe des Fernsehbildschirms bestimmen. Daraus ließ sich auch erklären, dass in japanischen Haushalten mit durchschnittlich kleinerer Distanz zwischen Betrachter und Bildschirm sinnvollerweise die meisten verkauften Geräte kleiner waren als in den USA. Übertragen auf die heutigen High Definition Television kann man mit dem Lechner-Abstand bei gegebenem Abstand zwischen Betrachter und Flachbildschirm bestimmen, bei welcher Bildschirmgröße das Auge gerade noch die Bildauflösung wahrnehmen kann.
Lechner war Staff Vice President of Advanced Video Systems der RCA-Laboratorien. Er war auch Mitglied der Honor Societies Tau Beta Pi, Eta Kappa Nu und Sigma Xi.
Als die Firma General Electric RCA kaufte und anschließend das David Sarnoff Research Center an SRI International 1987 abtrat, wählte Lechner die Frühpensionierung. Danach arbeitete er als Consultant in Newtown, Pennsylvania.

## Ehrungen
- Fellow der Society for Information Display (SID), deren Gründungsmitglied und späterer Präsident er von 1978 bis 1980 war
- SID Frances Rice Darne Award, 1971
- SID Beatrice Winner Award, 1983
- Fellow des IEEE
- IEEE Jun-ichi Nishizawa Medal, 2011[10]
- David Sarnoff Medal, 1996
- Fellow der Society of Motion Picture and Television Engineers (SMPTE)
- SMPTE Progress Medal, 2001
- Advanced Television Systems Committee (ATSC) Outstanding Achievement Award. ATSC nannte diese Auszeichnung seit dem Jahr 2000 den Bernard J. Lechner Award, welcher jährlich vergeben wird.[11]

## Schriften (Auswahl)
- Lechner, B.J.: Testing HDTV terrestrial broadcasting systems, IEEE Transactions on Broadcasting, Bd. 37 (1991), 4, S. 148–151
- Kressel H. und Lechner, B. J. (guest editors): Scanning the issue-Special issue on consumer electronics, Proc. of the IEEE, Bd. 82 (1994), 4, S. 445–458
- Lechner, B.J.; Chernock, R.; Eyer, M.K.; Goldberg, A.; Goldman, M.S.:  The ATSC Transport Layer, Including Program and System Information Protocol (PSIP), Proceedings of the IEEE, Bd. 94 (2006), 1, S. 77–101